# Canton de Châteauponsac
Le canton de Châteauponsac est une circonscription électorale française située dans le département de la Haute-Vienne et la région Nouvelle-Aquitaine.

## Géographie

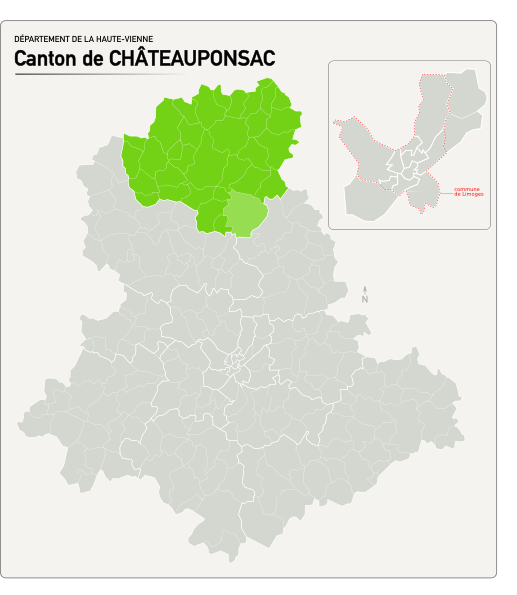
Situation du canton de Châteauponsac dans le département de la Haute-Vienne depuis 2015.

Ce canton est organisé autour de Châteauponsac dans l'arrondissement de Bellac. 

## Histoire
Par décret du 20 février 2014, le nombre de cantons du département est divisé par deux, avec mise en application aux élections départementales de mars 2015. Le canton de Châteauponsac est conservé et s'agrandit. Il passe de 5 à 32 communes.

## Représentation

### Conseillers généraux de 1833 à 2015
| Période | Période          | Identité                      | Étiquette       | Qualité |
| ------- | ---------------- | ----------------------------- | --------------- | --- |
| 1833    | 1833 (démission) | Pierre Charreyron             | Conservateur    | Avocat puis Président du Tribunal civil de Bellac Député (1834-1839) Elu également dans le Canton de Bellac |
| 1833    | 1848             | Jean-Baptiste Maurat Ballange | Droite libérale | Avocat à Bellac Député (1839-1849) |
| 1848    | 1852             | François-Augustin Jourdanneau |                 | Notaire à Châteauponsac |
| 1852    | 1861             | Jean-Baptiste Emile Gailhbaud |                 | Avocat et juge de paix à Châteauponsac, conseiller d'arrondissement |
| 1861    | 1871             | Cyprien Jourdanneau           |                 | Notaire à Châteauponsac |
| 1871    | 1886             | Honoré Gédéon Devaugelade     | Droite          | Notaire Maire de Saint-Sornin-Leulac |
| 1886    | 1910             | Henri Vacherie                | Rad.            | Docteur en médecine Maire de Rancon Député (1889-1898 et 1902-1909) Sénateur (1909-1917) Président du Conseil Général |
| 1910    | 1940             | Xavier Mazurier               | Rad.            | Président de la Chambre des notaires de Bellac, notaire honoraire Président de la fédération des mutuelles agricoles de la Haute-Vienne Maire de Châteauponsac Sénateur (1920-1927) Président du Conseil général (1928-1929) |
|         |                  |                               |                 | |
| 1942    | 1945             | Léon Debelut                  |                 | Médecin Maire de Châteauponsac Nommé conseiller départemental en 1942 |
|         |                  |                               |                 | |
| 1945    | 1949 (décès)     | Maxime Aussudre               | SFIO            | Entrepreneur Maire de Châteauponsac |
| 1949    | 1951 (démission) | Henri Dincq (1892-1960)       | MRP             | Pharmacien à Ambazac |
| 1951    | 1955             | Pierre Delage                 | MRP             | Juge au Tribunal civil de Montmorillon |
| 1955    | 1967             | Raymond Despujols             | SFIO puis DVG   | Maire de Châteauponsac (1953 → 1965) |
| 1967    | 1992             | Marcel Mocœur                 | SFIO puis PS    | Professeur de collège Député (1981-1986 et 1988-1993) Maire de Châteauponsac (1971-1989) |
| 1992    | 2015             | Gérard Lamardelle             | PS              | Préparateur en pharmacie retraité Maire de Châteauponsac (1989-2008) |

### Conseillers d'arrondissement (de 1833 à 1940)
| Période                                  | Période          | Identité                                  | Étiquette         | Qualité |
| ---------------------------------------- | ---------------- | ----------------------------------------- | ----------------- | --- |
| 1833                                     | 1845             | Martial Courcelle                         |                   | Géomètre à Châteauponsac                                                                                    |
| 1845                                     | 1852             | Jean Baptiste Émile Gailhbaud (1809-1876) |                   | Avocat à Châteauponsac                                                                                      |
|                                          |                  |                                           |                   | |
| av.1871                                  | 1875 (décès)     | Joseph Borianne (1805-1875)               |                   | Docteur-médecin, propriétaire à Châteauponsac                                                               |
| 1875                                     | 1882 (démission) | Jean Borianne (fils du précédent)         |                   | Médecin à Châteauponsac                                                                                     |
|                                          |                  |                                           |                   | |
| 1919                                     | 1924 (décès)     | Louis Duchâteau (1854-1924)               |                   | Pharmacien, adjoint au maire de Châteauponsac                                                               |
| 1924                                     | 1940             | Joseph Doirat                             | Radical puis SFIO | Conseiller municipal de Châteauponsac                                                                       |
| 1940                                     |                  |                                           |                   | Les conseils d'arrondissement ont été suspendus par la loi du 12 octobre 1940 et n'ont jamais été réactivés |
| Les données manquantes sont à compléter. |                  |                                           |                   | |

### Conseillers départementaux depuis 2015
| Période élective | Période élective | Mandat | Mandat   | Identité        | Nuance | Nuance | Qualité |
| ---------------- | ---------------- | ------ | -------- | --------------- | ------ | ------ | --- |
| 2015             | 2021             | 2015   | 2021     | Yvonne Jardel   |        | DVD    | Médecin généraliste Ancienne conseillère générale du Canton du Dorat (2001-2015)                                   |
| 2015             | 2021             | 2015   | 2021     | Gérard Rumeau   |        | LR     | Chef d'entreprise Maire de Châteauponsac depuis 2008 Président de la Communauté de communes Gartempe-Saint-Pardoux |
| 2021             | 2028             | 2021   | en cours | Alain Jouanny   |        | DVG    | Maire de Saint-Sulpice-les-Feuilles Membre du groupe PS, apparentés et citoyens                                    |
| 2021             | 2028             | 2021   | en cours | Amandine Sellès |        | DVG    | Sage-femme libérale, Le Dorat Membre du groupe PS, apparentés et citoyens                                          |

### Résultats détaillés

#### Élections de mars 2015
À l'issue du 1er tour des élections départementales de 2015, deux binômes sont en ballottage : Yvonne Jardel et Gérard Rumeau (DVD, 35,37 %) et Christèle Brunet et Jean-Pierre Drieux (FG, 24,66 %). Le taux de participation est de 56,96 % (7 105 votants sur 12 473 inscrits) contre 57,81 % au niveau départemental et 50,17 % au niveau national.
Au second tour, Yvonne Jardel et Gérard Rumeau (DVD) sont élus avec 53,69 % des suffrages exprimés et un taux de participation de 57,97 % (3 584 voix pour 7 229 votants et 12 471 inscrits).

#### Élections de juin 2021
Le premier tour des élections départementales de 2021 est marqué par un très faible taux de participation (33,26 % au niveau national). Dans le canton de Châteauponsac, ce taux de participation est de 39,76 % (4 881 votants sur 12 276 inscrits) contre 37,25 % au niveau départemental. À l'issue de ce premier tour, deux binômes sont en ballottage : Alain Jouanny et Amandine Sellès (DVG, 40,52 %) et Gérard Rumeau et Marie-Paule Willems (DVD, 38,55 %).
Le second tour des élections est marqué une nouvelle fois par une abstention massive équivalente au premier tour. Les taux de participation sont de 34,36 % au niveau national, 38,38 % dans le département et 41,26 % dans le canton de Châteauponsac. Alain Jouanny et Amandine Sellès (DVG) sont élus avec 50,44 % des suffrages exprimés (2 346 voix pour 5 066 votants et 12 278 inscrits),,. 

## Composition

### Composition avant 2015

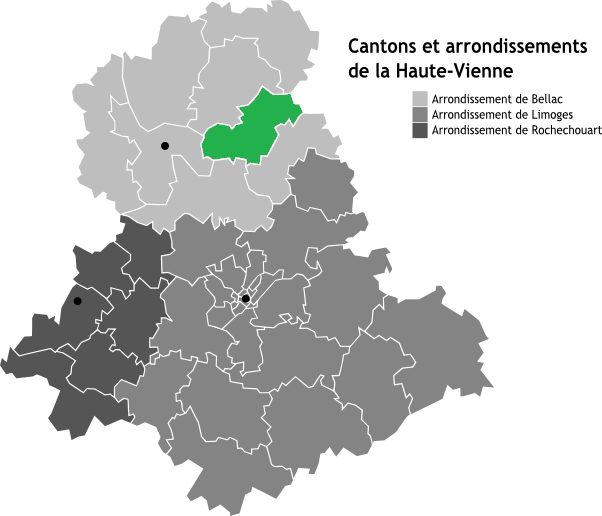
Situation du canton de Châteauponsac dans le département de la Haute-Vienne avant 2015.

Le canton de Châteauponsac regroupait 5 communes.
| Nom                       | Code Insee | Codepostal | Superficie (km2) | Population (dernière pop. légale) | Densité (hab./km2) |
| ------------------------- | ---------- | ---------- | ---------------- | --------------------------------- | ------------------ |
| Châteauponsac (chef-lieu) | 87041      | 87290      | 68,79            | 2 086 (2012)                      | 30                 |
| Balledent                 | 87007      | 87290      | 12,28            | 212 (2012)                        | 17                 |
| Rancon                    | 87121      | 87290      | 33,31            | 534 (2012)                        | 16                 |
| Saint-Amand-Magnazeix     | 87133      | 87290      | 30,71            | 556 (2012)                        | 18                 |
| Saint-Sornin-Leulac       | 87180      | 87290      | 32,28            | 651 (2012)                        | 20                 |

### Composition depuis 2015
Lors du redécoupage de 2014, le canton comprenait trente-deux communes entières.
À la suite de la création de la commune nouvelle de Val-d'Oire-et-Gartempe au 1er janvier 2019, ainsi qu'au décret du 5 mars 2020 la rattachant entièrement au canton de Châteauponsac, le canton comprend désormais trente-et-une communes entières.
| Nom                                   | Code Insee | Intercommunalité           | Superficie (km2) | Population (dernière pop. légale) | Densité (hab./km2) | Modifier                                    |
| ------------------------------------- | ---------- | -------------------------- | ---------------- | --------------------------------- | ------------------ | ------------------------------------------- |
| Châteauponsac (bureau centralisateur) | 87041      | CC Gartempe Saint-Pardoux  | 68,79            | 2 028 (2022)                      | 29                 | modifier les données · modifier les données |
| Arnac-la-Poste                        | 87003      | CC Haut-Limousin en Marche | 46,62            | 911 (2022)                        | 20                 | modifier les données · modifier les données |
| Azat-le-Ris                           | 87006      | CC Haut-Limousin en Marche | 56,22            | 240 (2022)                        | 4,3                | modifier les données · modifier les données |
| Balledent                             | 87007      | CC Gartempe Saint-Pardoux  | 12,28            | 199 (2022)                        | 16                 | modifier les données · modifier les données |
| La Bazeuge                            | 87008      | CC Haut-Limousin en Marche | 10,19            | 144 (2022)                        | 14                 | modifier les données · modifier les données |
| La Croix-sur-Gartempe                 | 87052      | CC Haut-Limousin en Marche | 12,74            | 163 (2022)                        | 13                 | modifier les données · modifier les données |
| Cromac                                | 87053      | CC Haut-Limousin en Marche | 24,15            | 246 (2022)                        | 10                 | modifier les données · modifier les données |
| Dinsac                                | 87056      | CC Haut-Limousin en Marche | 19,43            | 245 (2022)                        | 13                 | modifier les données · modifier les données |
| Dompierre-les-Églises                 | 87057      | CC Haut-Limousin en Marche | 30,62            | 373 (2022)                        | 12                 | modifier les données · modifier les données |
| Le Dorat                              | 87059      | CC Haut-Limousin en Marche | 23,77            | 1 526 (2022)                      | 64                 | modifier les données · modifier les données |
| Droux                                 | 87061      | CC Haut-Limousin en Marche | 23,98            | 361 (2022)                        | 15                 | modifier les données · modifier les données |
| Les Grands-Chézeaux                   | 87074      | CC Haut-Limousin en Marche | 13,51            | 227 (2022)                        | 17                 | modifier les données · modifier les données |
| Jouac                                 | 87080      | CC Haut-Limousin en Marche | 20,31            | 189 (2022)                        | 9,3                | modifier les données · modifier les données |
| Lussac-les-Églises                    | 87087      | CC Haut-Limousin en Marche | 41,02            | 463 (2022)                        | 11                 | modifier les données · modifier les données |
| Magnac-Laval                          | 87089      | CC Haut-Limousin en Marche | 72,22            | 1 693 (2022)                      | 23                 | modifier les données · modifier les données |
| Mailhac-sur-Benaize                   | 87090      | CC Haut-Limousin en Marche | 21,20            | 273 (2022)                        | 13                 | modifier les données · modifier les données |
| Oradour-Saint-Genest                  | 87109      | CC Haut-Limousin en Marche | 37,90            | 354 (2022)                        | 9,3                | modifier les données · modifier les données |
| Rancon                                | 87121      | CC Gartempe Saint-Pardoux  | 33,31            | 477 (2022)                        | 14                 | modifier les données · modifier les données |
| Saint-Amand-Magnazeix                 | 87133      | CC Gartempe Saint-Pardoux  | 30,71            | 485 (2022)                        | 16                 | modifier les données · modifier les données |
| Saint-Georges-les-Landes              | 87145      | CC Haut-Limousin en Marche | 16,21            | 232 (2022)                        | 14                 | modifier les données · modifier les données |
| Saint-Hilaire-la-Treille              | 87149      | CC Haut-Limousin en Marche | 29,14            | 360 (2022)                        | 12                 | modifier les données · modifier les données |
| Saint-Léger-Magnazeix                 | 87160      | CC Haut-Limousin en Marche | 55,71            | 489 (2022)                        | 8,8                | modifier les données · modifier les données |
| Saint-Martin-le-Mault                 | 87165      | CC Haut-Limousin en Marche | 12,50            | 145 (2022)                        | 12                 | modifier les données · modifier les données |
| Saint-Ouen-sur-Gartempe               | 87172      | CC Haut-Limousin en Marche | 22,12            | 214 (2022)                        | 9,7                | modifier les données · modifier les données |
| Saint-Sornin-la-Marche                | 87179      | CC Haut-Limousin en Marche | 24,39            | 224 (2022)                        | 9,2                | modifier les données · modifier les données |
| Saint-Sornin-Leulac                   | 87180      | CC Gartempe Saint-Pardoux  | 32,28            | 562 (2022)                        | 17                 | modifier les données · modifier les données |
| Saint-Sulpice-les-Feuilles            | 87182      | CC Haut-Limousin en Marche | 35,63            | 1 196 (2022)                      | 34                 | modifier les données · modifier les données |
| Tersannes                             | 87195      | CC Haut-Limousin en Marche | 24,64            | 128 (2022)                        | 5,2                | modifier les données · modifier les données |
| Val-d'Oire-et-Gartempe                | 87028      | CC Haut-Limousin en Marche | 121,46           | 1 712 (2022)                      | 14                 | modifier les données · modifier les données |
| Verneuil-Moustiers                    | 87200      | CC Haut-Limousin en Marche | 19,39            | 122 (2022)                        | 6,3                | modifier les données · modifier les données |
| Villefavard                           | 87206      | CC Haut-Limousin en Marche | 9,22             | 164 (2022)                        | 18                 | modifier les données · modifier les données |
| Canton de Châteauponsac               | 8704       |                            | 1 001,66         | 16 145 (2022)                     | 16                 | modifier les données                        |

## Démographie

### Démographie avant 2015
| 1962  | 1968  | 1975  | 1982  | 1990  | 1999  | 2006  | 2011  | 2012  |
| ----- | ----- | ----- | ----- | ----- | ----- | ----- | ----- | ----- |
| 6 076 | 5 631 | 5 250 | 4 805 | 4 305 | 4 041 | 4 092 | 4 069 | 4 039 |

### Démographie depuis 2015
En 2022, le canton comptait 16 145 habitants, en évolution de +3,19 % par rapport à 2016 (Haute-Vienne : −0,68 %, France hors Mayotte : +2,11 %).
| 2013   | 2018   | 2022   |
| ------ | ------ | ------ |
| 15 985 | 15 344 | 16 145 |